# Gryazev-Shipunov GSh-23
El Gryazev-Shipunov GSH-23 (en ruso: ГШ-23) es un cañón automático doble de 23 mm desarrollado en la Unión Soviética, principalmente para uso en aviones militares. Entró en servicio en 1965, en sustitución del anterior cañón Nudelman-Rikhter NR-23.

## Desarrollo
El GSH-23 funciona según el principio de la ametralladora Gast, desarrollada por el ingeniero alemán Karl Gast de la empresa Vorwerk en 1916. Es un arma de doble cañón en el que el disparo de un cañón acciona el mecanismo del otro. Se prevé un ritmo mucho más rápido de fuego con un menor desgaste mecánico de un solo cañón del arma, aunque no puede competir con la cadencia de fuego de un cañón rotativo, como el M61 Vulcan. El principio Gast ha sido poco utilizado en Occidente, pero fue popular en la ex Unión Soviética en una variedad de armas.
Este cañón es la base de una variante de GSH-23, el más popular GSH-23L (ГШ-23Л), que se distingue principalmente por la adición de diferentes frenos de boca y la reducción del retroceso. Este cañón es el armamento estándar de los últimos modelos de cazas MiG-21 (M, MF, SMT, BIS), todas las variantes de los MiG-23, el Soko J-22 ORAO, el HAL Tejas, el IAR 93, de las torretas de cola del bombardero Tupolev Tu-22M Backfire y algunos de los últimos modelos del Tu-95. En esa aplicación, tiene la inusual capacidad para disparar balas trazadoras, emisoras de infrarrojos y chaff, lo que le permite funcionar como un arma y como un dispensador de contramedidas contra misiles. Asimismo, es montado en las pequeñas series finales de helicópteros Mil Mi-24 VP de (en montajes móviles NPPU-23) y en montajes fijos del helicóptero polaco Sokol W-3WA. El cañón fue también utilizado en aeronaves de carga, específicamente en aviones rusos/soviéticos Ilyushin Il-76, los que han sido diseñados para dar cabida a dos GSH-23L en una torreta de cola. Un Il-76M, con una configuración de ese tipo fue visto en el Ivanovo Airshow en 2002.
Algunos modelos de MiG-21 de 2ª generación (PF, PFM) podrían portar el GSH-23L en una góndola bajo el fuselaje —designada GP-9—, que lleva los cañones y 200 cartuchos; esta fue sustituida más tarde por un montaje convencional más aerodinámico. 
Están disponibles varios contenedores de armamento para montaje en puntos de anclaje sub-alares: 
- UPK-23 para combate aire-aire, con uno o dos GSH-23 fijos y 200-400 cartuchos,
- SPPU-22, que tiene cañones con ángulo de inclinación desde 0° a -30° (a menudo transportados por Su-17/-20/-22).

## Variantes
- Gryazev-Shipunov GSh-23L, versión modernizada enfriada por aire, con un freno de boca añadido para reducir el retroceso. Es empleada en la torreta de helicóptero NPPU-23.[3][4]
- Gryazev-Shipunov GSh-23V, versión enfriada por agua del GSh-23L. Es empleada en la torreta de helicóptero NPPU-23.[5]

## Galería de imágenes

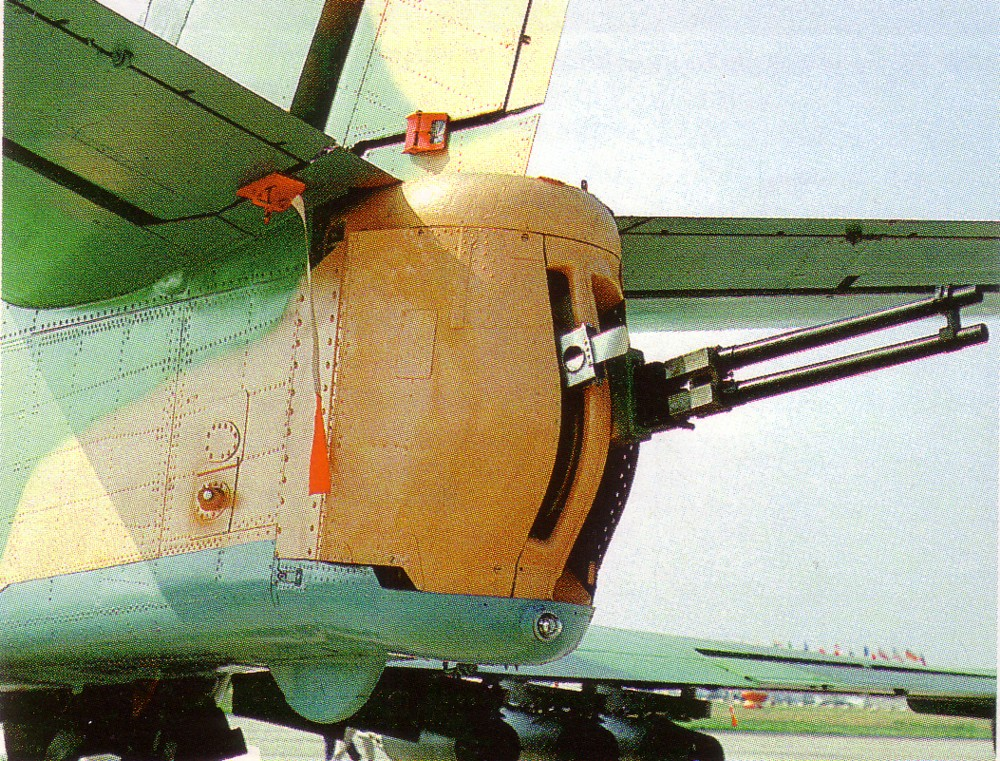
Torreta de cola de un Ilyushin Il-102.
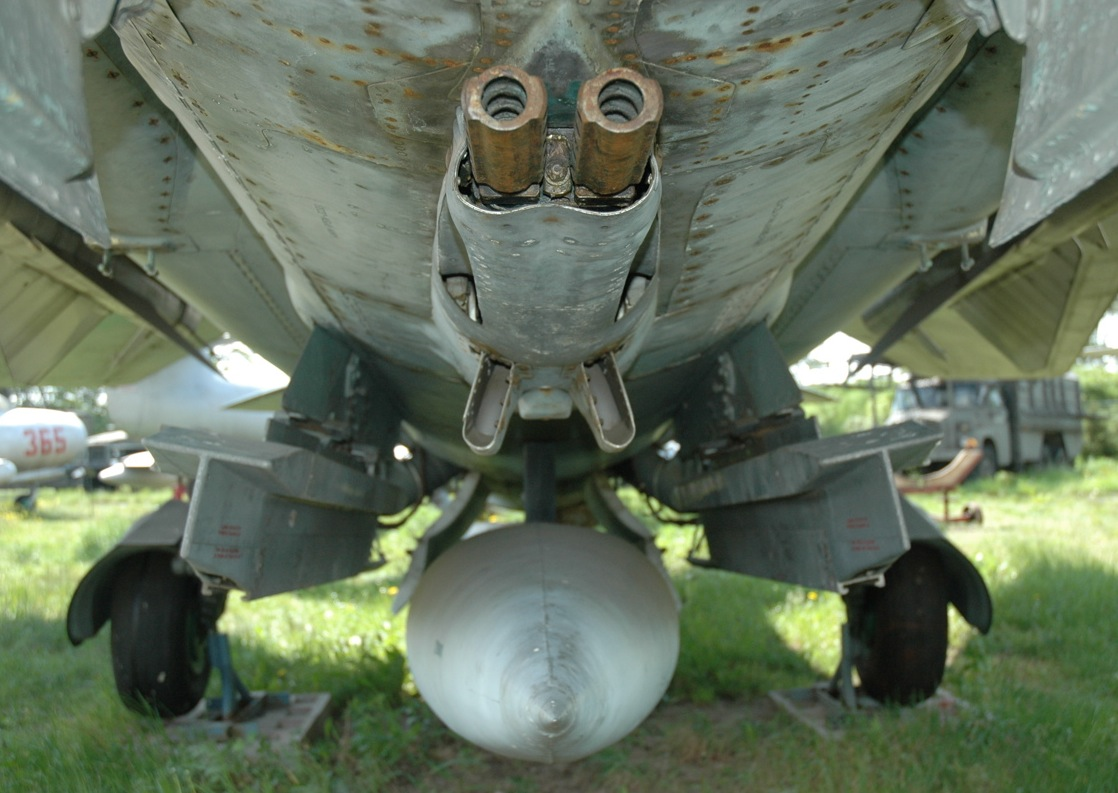
El GSh-23 de un MiG-23.
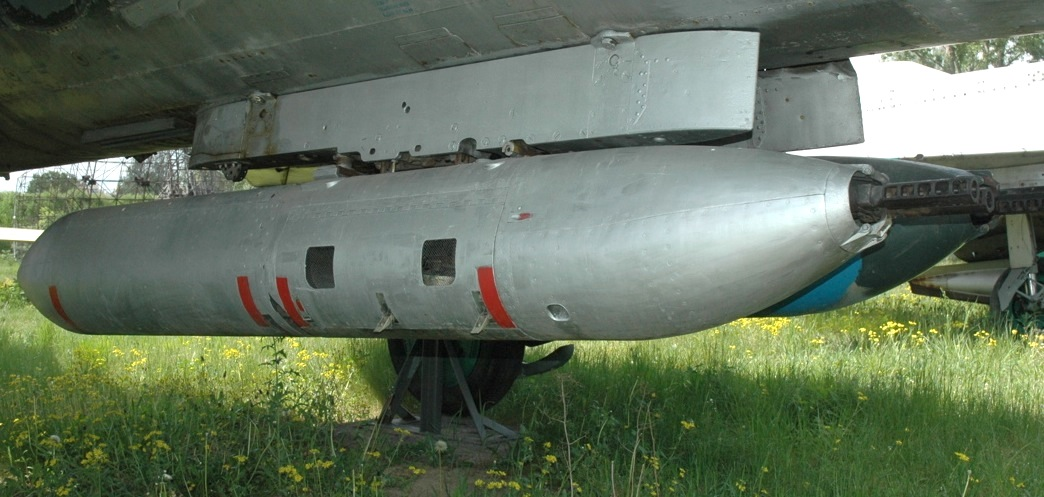
Contenedor UPK-23-250 de un Sukhoi Su-7.
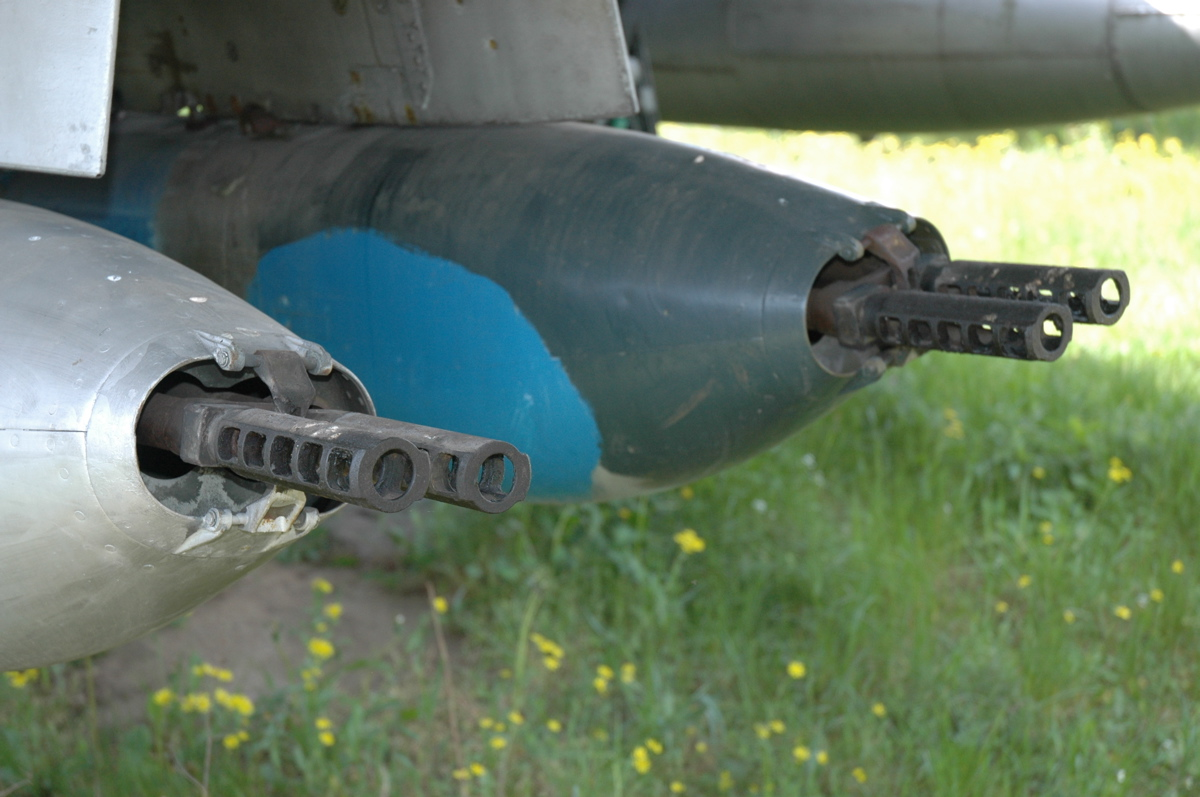
Contenedores UPK-23-250 en un Sukhoi Su-7.
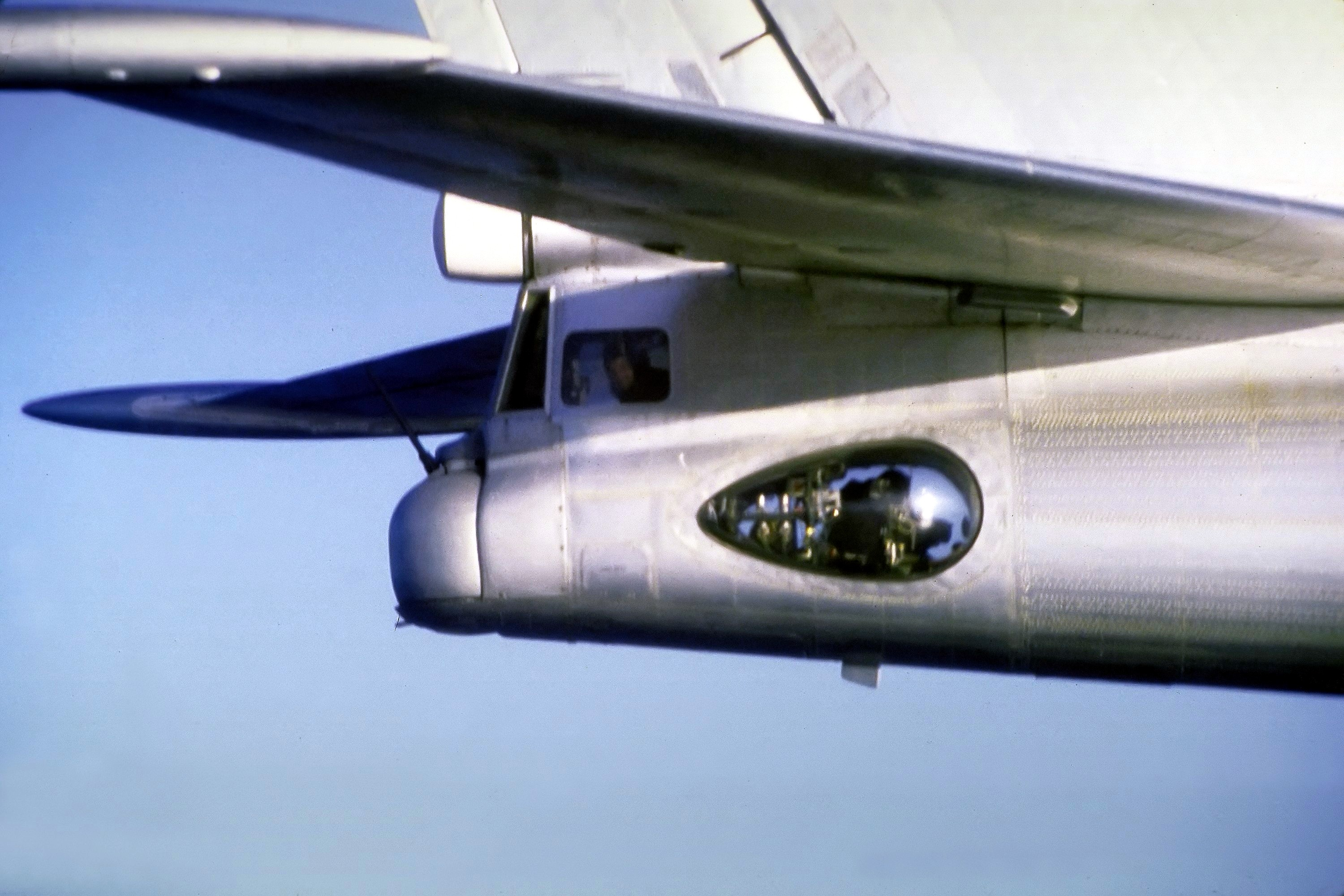
Tu-95 Bear.
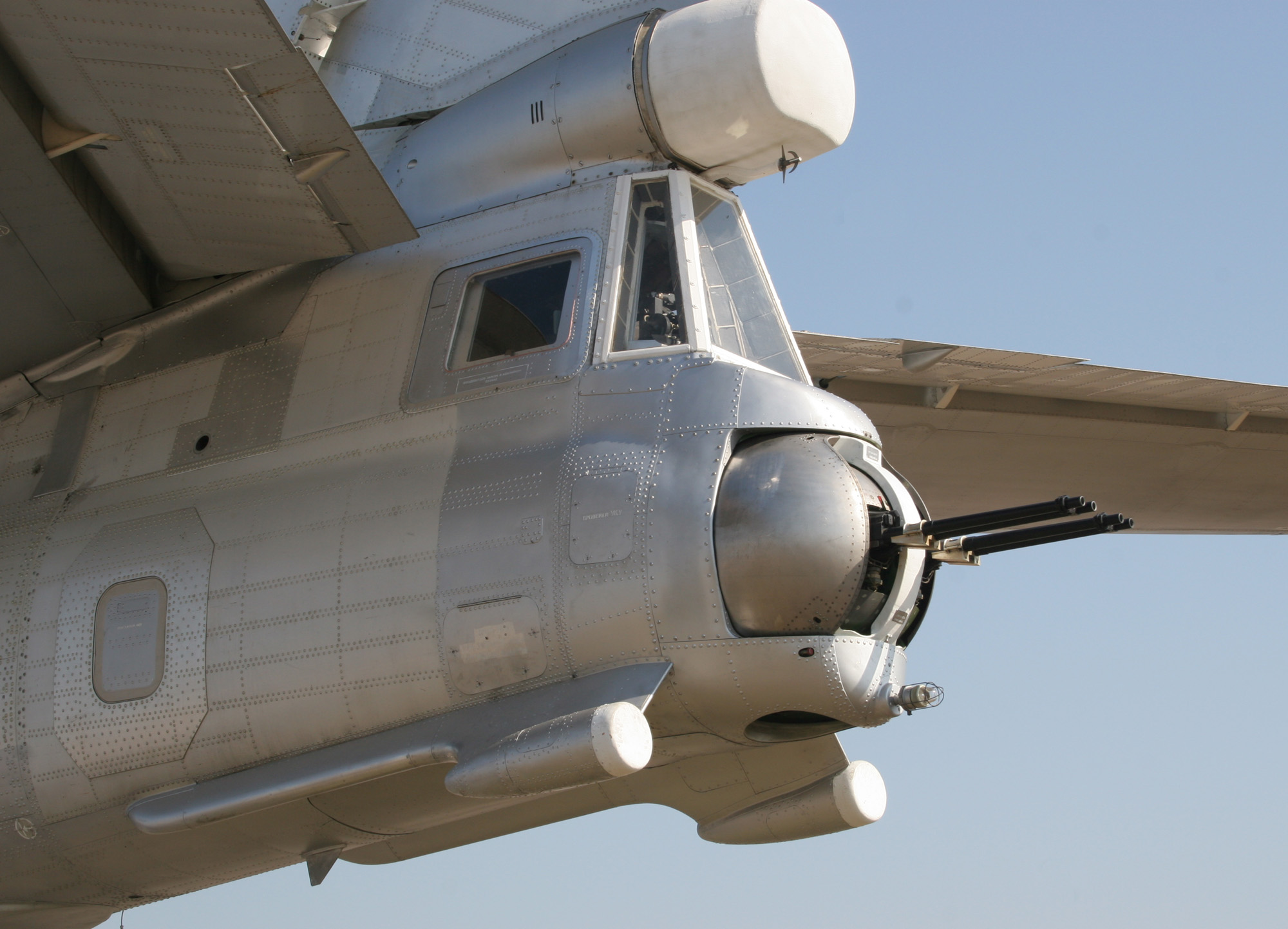
Torreta de cola de un Tupolev Tu-95.
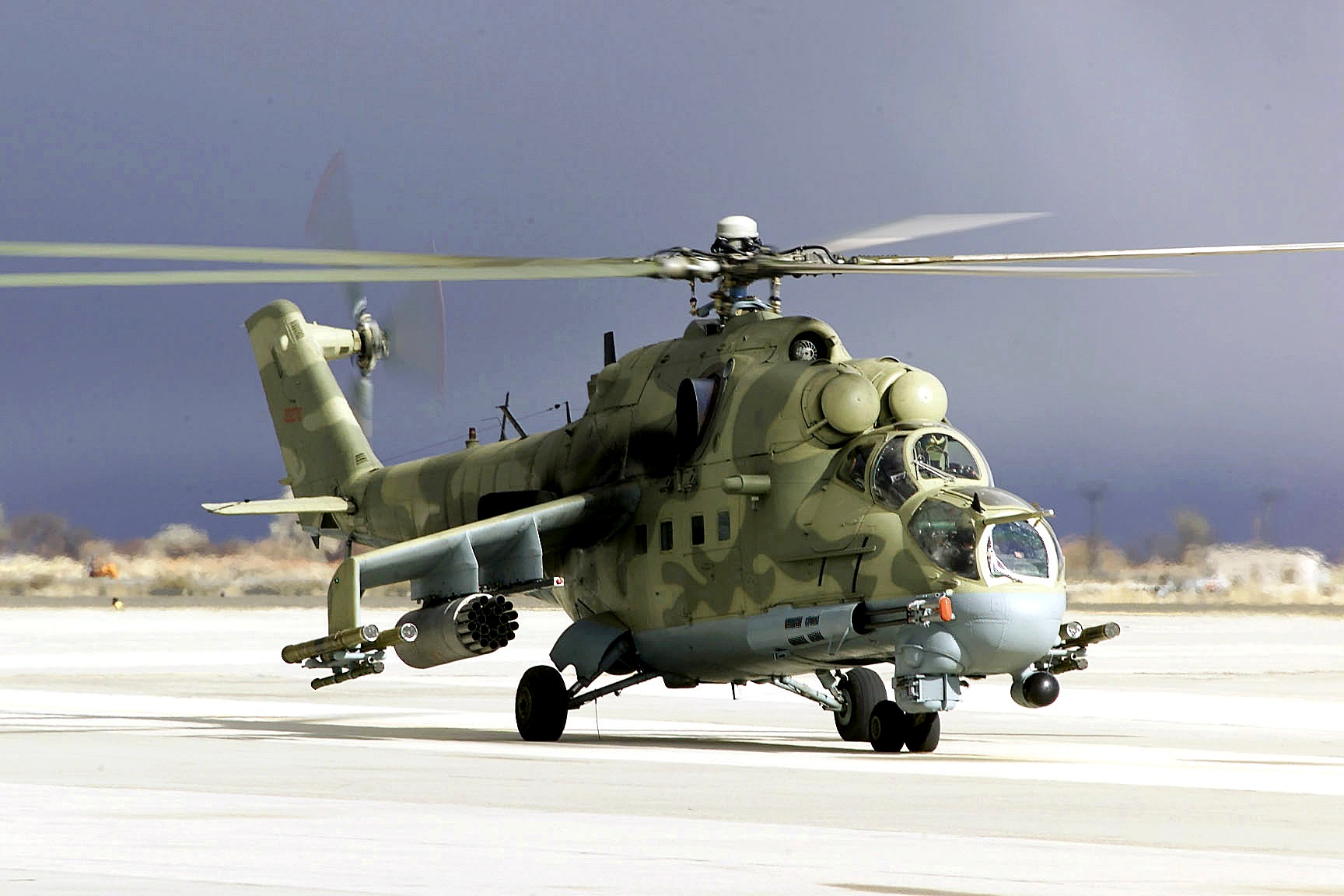
Un Mi-35 con un Gryazev-Shipunov GSh-23 en su morro.

## Usuarios
- Brasil - A bordo de los Mi-35M.
- Bulgaria
- China
- India - Cañón reglamentario de los cazas MIG-21 BISON. Es producido por el Comité de Fábricas de Armamento.[6]
- Irak - Usados en los Su-22 devueltos por Irán.
- México
- Pakistán
- Perú - Anteriormente usados en los Su-22, en contenedores de armamento bajo las alas.
- Rumania - Fabricado localmente por SC Uzina Mecanică Cugir como el GȘ-23.[7]
- Rusia
- Serbia
- Siria - Usados en los MiG-21, MiG-23 y Su-22.
- Ucrania - Es empleado a bordo de los Su-25M1.[8]
- Unión Soviética - Heredado por sus estados sucesores.
- Vietnam